# Wilhelm Emil Baumgartner
Wilhelm Emil Baumgartner (* 3. Mai 1893 in Basel; † 11. November 1946 ebenda) war ein Schweizer Unternehmer.

## Leben und Werk

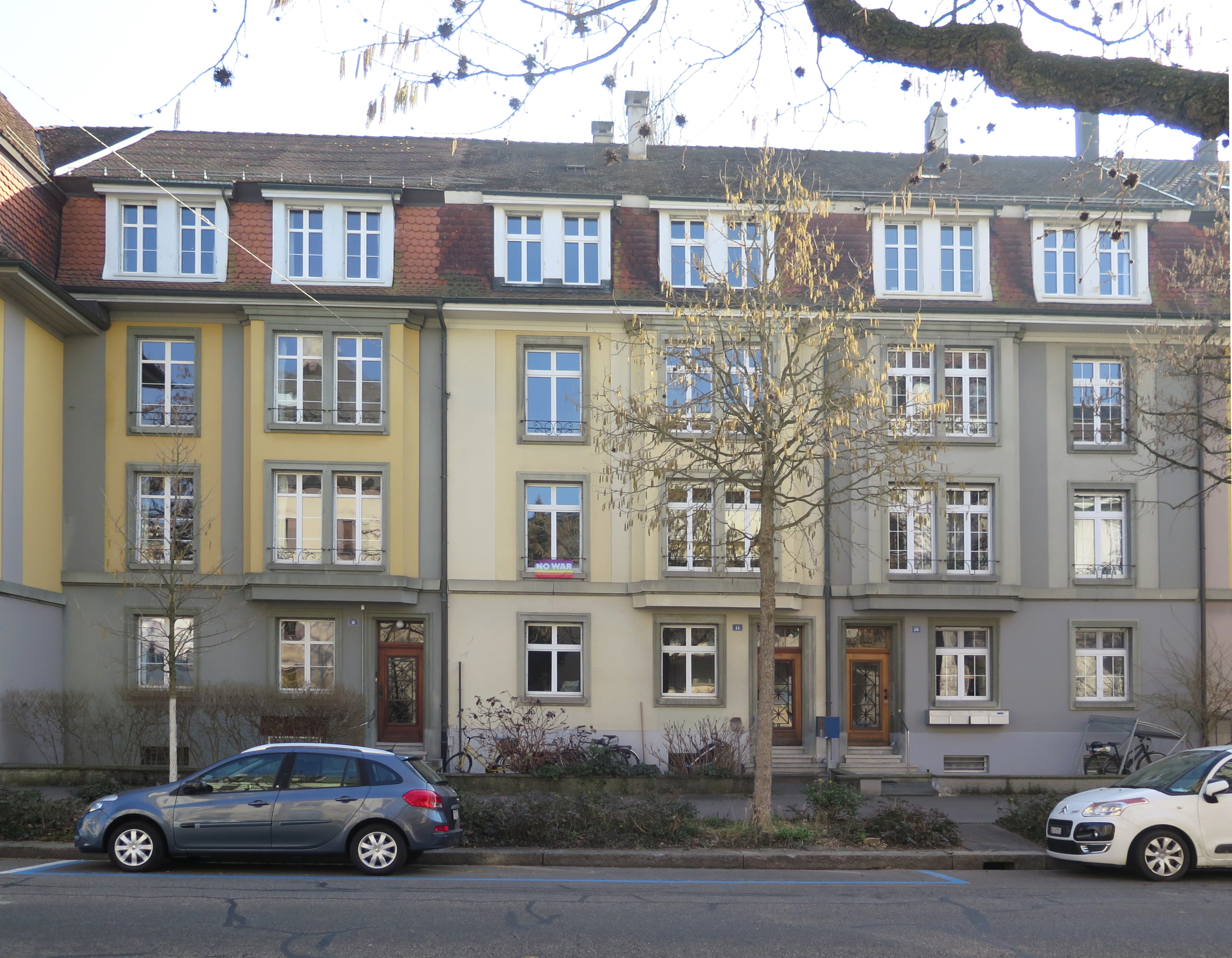
«Baumgartner-Häuser», erbaut 1931–1932.

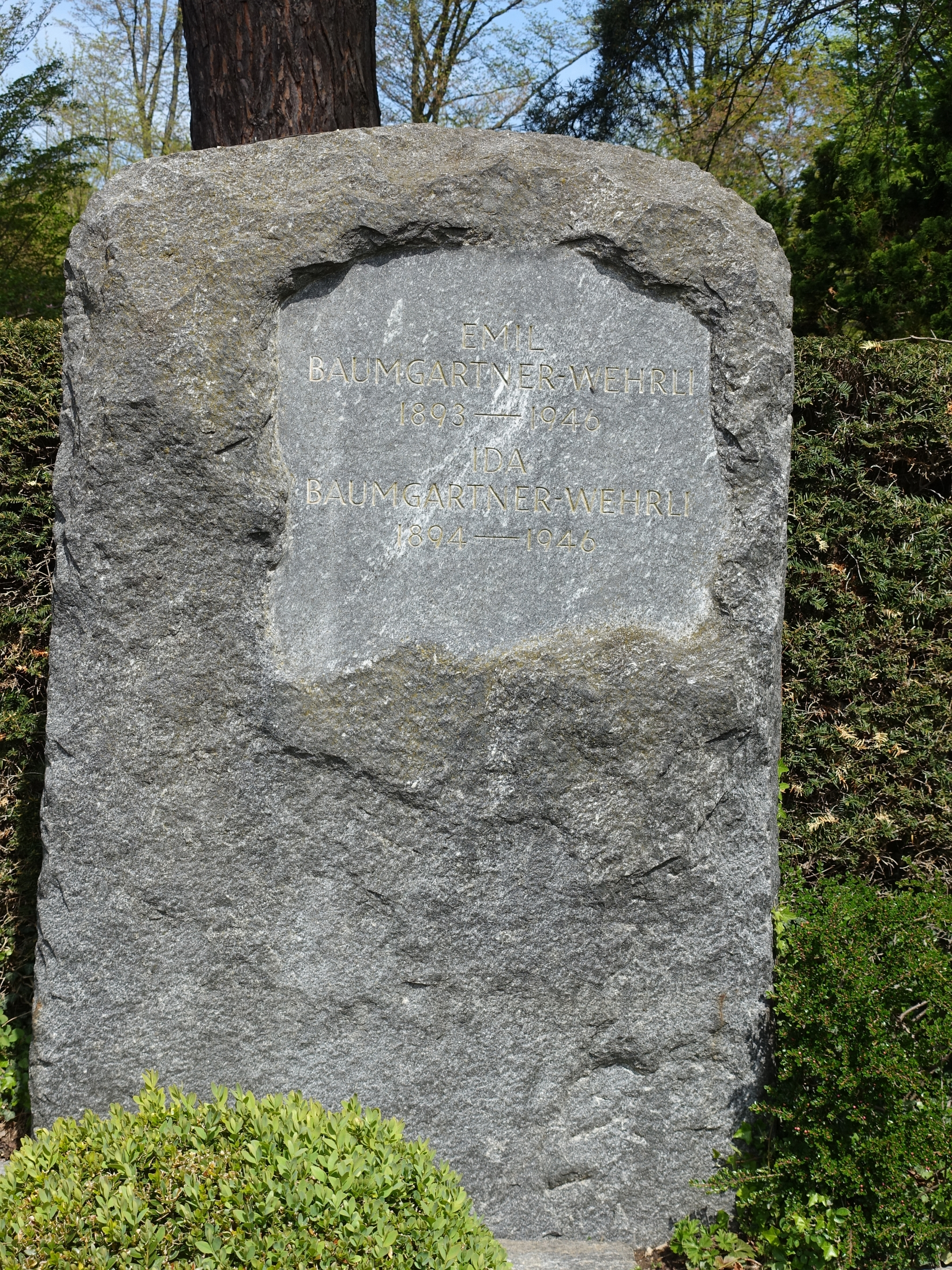
Baumgartners Grab, Friedhof am Hörnli, Riehen

Wilhelm Emil Baumgartner, Sohn eines Wirts, machte eine Lehre bei Danzas, bei der er anschliessend eine Zeitlang arbeitete. 
1923 gründete er in Basel die «Treuhand für Immobilien AG» und 1929 mit Hans Hindermann das Architekturbüro «Baumgartner & Hindermann». In den folgenden neun Jahren wurden durch dieses in Basel gegen 350 Häuser gebaut, davon 306 gleichen Zuschnitts, von denen heute noch 302 existieren: die sogenannten «Baumgartnerhäuser», vier- und fünfstöckige Gebäude mit insgesamt rund 1500 Wohnungen für Angehörige der Mittelschicht.
Die Entwürfe der Kopfbauten des stadtbildprägenden und beliebten Baumgartnerhäuser-Ensembles stammen allesamt von Hindermann als Baumgartners leitendem Architekten. «Baumgartner & Hindermann» verstanden sich dabei als traditionelle Architekten und waren eher am Weiterbauen der Stadt Basel nach tradierten Mustern interessiert als an der Einführung innovativer Wohnarchitekturen.
Baumgartner fand seine letzte Ruhestätte auf dem Basler Friedhof am Hörnli.